# Аденокарцинома
Аденокарцино́ма (др.-греч. ἀδήν — железа и др.-греч. καρκίνος — «краб», -ωμα от ὄγκωμα — «опухоль», буквально «железистый рак») —  злокачественная опухоль, состоящая из железистых клеток пораженного органа, представляет собой разновидность карциномы — самого распространённого типа рака.

## Органы поражения
- Аденокарцинома слюнных желез
- Аденокарцинома пищевода
- Аденокарцинома желудка
- Аденокарцинома печени
- Аденокарцинома различных частей поджелудочной железы
- Аденокарцинома тонкого кишечника
- Аденокарцинома сигмовидной кишки
- Аденокарцинома прямой кишки
- Аденокарцинома предстательной железы
- Аденокарцинома яичника
- Аденокарцинома эндометрия матки
- Аденокарцинома молочной железы
- Аденокарцинома гипофиза
- Аденокарцинома щитовидной железы
- Аденокарцинома почки
- Аденокарцинома лёгкого
- Аденокарцинома потовых желез (апокринная)
- Аденокарцинома слепой кишки

## Этиология
Общей этиологии нет.
Основные причины и симптомы аденокарциномы внутренних органов:
| Орган                 | Основные причины                                     | Первичные симптомы |
| --------------------- | ---------------------------------------------------- | --- |
| Слюнные железы        | Курение                                              | Частые боли в подъязычной и околоушной области головы                                                                                 |
| Пищевод               | Механическое повреждение слизистой оболочки или ожог | Резкая, сильная боль сопровождающая дисфагией и чувством дискомфорта                                                                  |
| Желудок               | Язвенная болезнь                                     | Снижение аппетита, анемия, частая изжога, дисфагия, чувство дискомфорта, симптом «малого желудка», рвота кровью, резкое снижение веса |
| Предстательная железа | Дисгормональные изменения                            | Резкие и сильные боли в паховой области, проблемы с мочеиспусканием, импотенция                                                       |
| Эндометрий матки      | Проблемы в постклимактерическом периоде              | Жидкие водянистые бели, нерегулярные менструации или кровотечения в постменопаузе                                                     |

## См.также
- Карцинома
- Аденома
- Злокачественная опухоль